# Energia di interazione
In fisica con energia di interazione si indica il contributo all'energia totale apportato da una interazione tra gli oggetti in osservazione.
L'energia di interazione di solito dipende dalle posizioni relative degli oggetti. Ad es. {\displaystyle Q_{1}Q_{2}/(4\pi \varepsilon _{0}\Delta r)} è l'energia di interazione elettrostatica tra due oggetti con cariche {\displaystyle Q_{1}} e {\displaystyle Q_{2}}.

## Energia di interazione supermolecolare
Un semplice approccio per valutare l'energia di interazione consiste nel calcolare la differenza tra le energie di oggetti isolati e l'energia del loro prodotto. Nel caso di due oggetti, chiamati A e B, si può scrivere l'energia di interazione come:
{\displaystyle \Delta E_{int}=E(A,B)-\left(E(A)+E(B)\right)},
dove {\displaystyle E(A)} e {\displaystyle E(B)} sono le energie dei due corpi isolati (detti monomeri), mentre {\displaystyle E(A,B)} è l'energia del prodotto dell'interazione (chiamato dimero).
Per sistemi più numerosi, contenenti N oggetti, questa equazione può essere generalizzata per ottenere l'energia di interazione totale:
{\displaystyle \Delta E_{int}=E(A_{1},A_{2},..,A_{N})-\sum _{i=1}^{N}E(A_{i})}.
Calcolando le energie dei vari monomeri, dimeri, trimeri, ecc., si può trovare una completa gamma di energie di interazione tra due, tre, N oggetti.
Questo approccio, detto supermolecolare, presenta però come svantaggi l'utilizzo di dati spesso incerti e approssimati e il fatto che l'energia di interazione trovata è solitamente molto più piccola dell'energia totale per la quale è calcolata.